# Tommaso Berti
Tommaso Berti (um 1775 – nach 1813) war ein italienischer Opernsänger (Tenor).

## Leben
Über Bertis Leben ist wenig bekannt. Bemerkenswert ist aber, dass er an drei Uraufführungen von Rossini-Opern mitwirkte: am 26. Oktober 1811 sang er den „Ermanno“ aus L’equivoco stravagante am Teatro del Corso in  Bologna, am 24. November 1812 den „Conte Alberto“ aus L’occasione fa il ladro am Teatro di San Moisè in Venedig und am 27. Januar 1813 den „Florville“ aus Il signor Bruschino, ebenfalls in Venedig. Sein weiterer Lebensweg ist unbekannt.